# 1605

## Esdeveniments
- 16 de gener, Madrid: Primera edició d'«El ingenioso hidalgo Don Quijote de la Mancha»[1]
- 5 de novembre, Londres, Regne d'Anglaterra: Es descobreix i neutralitza la Conspiració de la pólvora, intent de fer esclatar el parlament anglès, arresten Guy Fawkes, amb uns sequaços.
- Francisco de Quevedo publica el primer dels seus Sueños
- Johann Carolus Publica Relation, el primer diari europeu a Estrasburg[2]
- Inici del pontificat de Pau V

## Naixements
- 19 d'abril, Roma: Orazio Benevoli, compositor italià (m. 1672)[3]

- 23 de desembre, Pequín, Xina: Zhu Youxia, Emperador Tianqi, penúltim emperador de la Dinastia Ming (m. 1627).

## Necrològiques
- 5 de març - el Vaticà (Roma): Ippolito Aldobrandini, que regnà com a papa amb el nom de Climent VIII (n. 1536).[4]
- 27 d'abril - Roma, Estats Pontificis: Lleó XI, Papa de Roma (n. 1536).[5]